# Facundo Affranchino
Facundo Andrés Affranchino (Paraná, Provincia de Entre Ríos, Argentina; 9 de febrero de 1990) es un futbolista argentino. Juega como mediocampista por derecha y su primer equipo fue River Plate. Actualmente milita en Atlético Rafaela del Torneo Federal A.

## Trayectoria
Nacido futbolísticamente en el Club Toritos de Chiclana, importante semillero infantil de su ciudad natal, Affranchino hizo su debut en la Primera División, a los 17 años de edad, el 10 de noviembre de 2007, en el marco del Torneo Apertura 2007 en la derrota de su equipo frente a Huracán por 2-1, donde jugó 81 minutos como wing derecho.
Facundo fue parte del plantel que ganó el Torneo Clausura 2008, pero en realidad no jugó ni un solo partido.
El 4 de marzo de 2010 convirtió su primer tanto para los Millonarios en la victoria ante San Lorenzo de Almagro por 1-0. El 15 de agosto de 2010 vuelve a convertir aunque frente a Huracán y también fue el único tanto del encuentro.
En enero de 2012 firmó a préstamo en San Martín de San Juan, de cara al Torneo Clausura 2012 de Argentina. El pase se realizó sin cargo y sin opción de compra del jugador para el equipo Sanjuanino.
Tras no poder renovar para el equipo sanjuanino, en julio de 2012 regresó a River Plate.
En enero de 2013, San Martín de San Juan y River Plate llegaron nuevamente a un acuerdo para que Affranchino vuelva a vestir los colores verdinegros por seis meses más, cedido a préstamo.

## Estadísticas
- Actualizado al 17 de agosto de 2025

| Club                       | Div.                | Temporada           | Liga | Liga | Liga | Copa Nacional | Copa Nacional | Copa Nacional | Copa Internacional | Copa Internacional | Copa Internacional | Total | Total | Total |
| Club                       | Div.                | Temporada           | PJ   | G    | A    | PJ            | G             | A             | PJ                 | G                  | A                  | PJ    | G     | A     |
| -------------------------- | ------------------- | ------------------- | ---- | ---- | ---- | ------------- | ------------- | ------------- | ------------------ | ------------------ | ------------------ | ----- | ----- | ----- |
| River Plate Argentina      | 1.ª                 | 2007/08             | 1    | 0    | 0    | -             | -             | -             | 0                  | 0                  | 0                  | 1     | 0     | 0     |
| River Plate Argentina      | 1.ª                 | 2008/09             | 2    | 0    | 0    | -             | -             | -             | 0                  | 0                  | 0                  | 2     | 0     | 0     |
| River Plate Argentina      | 1.ª                 | 2009/10             | 13   | 1    | 0    | -             | -             | -             | 0                  | 0                  | 0                  | 13    | 1     | 0     |
| River Plate Argentina      | 1.ª                 | 2010/11             | 11   | 1    | 0    | -             | -             | -             | 0                  | 0                  | 0                  | 11    | 1     | 0     |
| River Plate Argentina      | 2.ª                 | 2011/12             | 6    | 0    | 0    | 1             | 0             | 0             | -                  | -                  | -                  | 7     | 0     | 0     |
| River Plate Argentina      | 1.ª                 | 2012/13             | 5    | 0    | 0    | 0             | 0             | 0             | -                  | -                  | -                  | 5     | 0     | 0     |
| River Plate Argentina      | 1.ª                 | 2014                | 0    | 0    | 0    | 0             | 0             | 0             | -                  | -                  | -                  | 0     | 0     | 0     |
| River Plate Argentina      | Total               | Total               | 38   | 2    | 0    | 1             | 0             | 0             | 0                  | 0                  | 0                  | 39    | 2     | 0     |
| San Martín (SJ) Argentina  | 1.ª                 | 2011/12             | 19   | 1    | 0    | -             | -             | -             | -                  | -                  | -                  | 19    | 1     | 0     |
| San Martín (SJ) Argentina  | 1.ª                 | 2012/13             | 18   | 0    | 0    | 0             | 0             | 0             | -                  | -                  | -                  | 18    | 2     | 0     |
| San Martín (SJ) Argentina  | Total               | Total               | 37   | 1    | 0    | 0             | 0             | 0             | -                  | -                  | -                  | 37    | 1     | 0     |
| Belgrano Argentina         | 1.ª                 | 2013/14             | 17   | 0    | 0    | 0             | 0             | 0             | 1                  | 0                  | 0                  | 18    | 0     | 0     |
| Belgrano Argentina         | Total               | Total               | 17   | 0    | 0    | 0             | 0             | 0             | 1                  | 0                  | 0                  | 18    | 0     | 0     |
| Lobos · México             | 2.ª                 | 2015                | 4    | 0    | 0    | 2             | 0             | 0             | -                  | -                  | -                  | 6     | 0     | 0     |
| Lobos · México             | Total               | Total               | 4    | 0    | 0    | 2             | 0             | 0             | -                  | -                  | -                  | 6     | 0     | 0     |
| Unión Argentina            | 1.ª                 | 2015                | 9    | 0    | 0    | 1             | 0             | 0             | -                  | -                  | -                  | 10    | 0     | 0     |
| Unión Argentina            | Total               | Total               | 9    | 0    | 0    | 1             | 0             | 0             | -                  | -                  | -                  | 10    | 0     | 0     |
| Ferro Argentina            | 2.ª                 | 2016                | 9    | 1    | 0    | 0             | 0             | 0             | -                  | -                  | -                  | 9     | 1     | 0     |
| Ferro Argentina            | 2.ª                 | 2016/17             | 35   | 3    | 1    | 1             | 0             | 0             | -                  | -                  | -                  | 36    | 3     | 1     |
| Ferro Argentina            | 2.ª                 | 2017/18             | 14   | 0    | 0    | 0             | 0             | 0             | -                  | -                  | -                  | 14    | 0     | 0     |
| Ferro Argentina            | Total               | Total               | 58   | 4    | 1    | 1             | 0             | 0             | -                  | -                  | -                  | 59    | 4     | 1     |
| Instituto Argentina        | 2.ª                 | 2018/19             | 21   | 1    | 0    | 0             | 0             | 0             | -                  | -                  | -                  | 21    | 1     | 0     |
| Instituto Argentina        | Total               | Total               | 21   | 1    | 0    | 0             | 0             | 0             | -                  | -                  | -                  | 21    | 1     | 0     |
| Villa Dálmine Argentina    | 2.ª                 | 2019/20             | 9    | 0    | 0    | -             | -             | -             | -                  | -                  | -                  | 9     | 0     | 0     |
| Villa Dálmine Argentina    | Total               | Total               | 9    | 0    | 0    | -             | -             | -             | -                  | -                  | -                  | 9     | 0     | 0     |
| Olmedo · Ecuador           | 1.ª                 | 2020                | 0    | 0    | 0    | -             | -             | -             | -                  | -                  | -                  | 0     | 0     | 0     |
| Olmedo · Ecuador           | Total               | Total               | 0    | 0    | 0    | -             | -             | -             | -                  | -                  | -                  | 0     | 0     | 0     |
| Olimpo Argentina           | 3.ª                 | 2020                | 4    | 0    | 0    | -             | -             | -             | -                  | -                  | -                  | 4     | 0     | 0     |
| Olimpo Argentina           | 3.ª                 | 2021                | 23   | 0    | 0    | -             | -             | -             | -                  | -                  | -                  | 23    | 0     | 0     |
| Olimpo Argentina           | 3.ª                 | 2022                | 30   | 2    | 0    | -             | -             | -             | -                  | -                  | -                  | 30    | 2     | 0     |
| Olimpo Argentina           | 3.ª                 | 2023                | 22   | 3    | 0    | 1             | 0             | 0             | -                  | -                  | -                  | 23    | 3     | 0     |
| Olimpo Argentina           | 3.ª                 | 2024                | 25   | 1    | 0    | 1             | 0             | 0             | -                  | -                  | -                  | 26    | 1     | 0     |
| Olimpo Argentina           | Total               | Total               | 104  | 6    | 0    | 2             | 0             | 0             | -                  | -                  | -                  | 106   | 6     | 0     |
| Atlético Rafaela Argentina | 3.ª                 | 2025                | 16   | 0    | 0    | -             | -             | -             | -                  | -                  | -                  | 16    | 0     | 0     |
| Atlético Rafaela Argentina | Total               | Total               | 16   | 0    | 0    | -             | -             | -             | -                  | -                  | -                  | 16    | 0     | 0     |
| Total en su carrera        | Total en su carrera | Total en su carrera | 313  | 14   | 1    | 7             | 0             | 0             | 1                  | 0                  | 0                  | 321   | 14    | 1     |

## Palmarés
| Título             | Club        | País      | Año  |
| ------------------ | ----------- | --------- | ---- |
| Torneo Clausura    | River Plate | Argentina | 2008 |
| Primera B Nacional | River Plate | Argentina | 2012 |